# Загачевський Євстахій Ілліч

Загачевський Євстахій (Євген) Ілліч (*28 квітня 1919, Львів – †17 вересня 1998, м. Рочестер) — український письменник, мемуарист, маляр.

## Життєпис

### Молодість
Народився 28 квітня 1919 р. у Львові в родині вояка австро-угорської армії, підстаршини (чотового) Української галицької армії Іллі Загачевського та Євфрозинії. Мав старшого брата, який загинув за часів більшовицької окупації та брата близнюка Володимира. Навчався у 7-класній школі ім. Бориса Грінченка, 2 роки провчився у польській технічній школі при Снопківській вулиці у Львові. Через матеріальну скруту, зумовлену передчасною смертю батька (1925) у польській в'язниці, змушений був заробляти, працював у крамницях. Займався боротьбою в спортивному товаристві "Світязь". У 1938 році ув'язнений у «Бригідки» за поширення антипольських листівок.

### Друга світова війна
Після початку Другої світової війни навчався у Львівському художньо-промисловому училищі, у 1940 році перебрався на територію, окуповану німцями, того ж року виїхав на роботу до Німеччини. У 1941 р. почувши про створення Українського Легіону, зголосився добровольцем до війська, сподіваючись опинитись в українській армії. Однак німці вписали його до регулярної німецької частини і відправили на вишкіл в Ольденбург. Після того, як поширилась вістка про арешт членів Українського Державного Правління за проголошення Акту відновлення Української Держави 30 червня 1941 року, частина українських добровольців (серед них і Загачевський) збунтувалися. Це призвело до репресій з боку німців: українська група була ув'язнена в карному таборі в Дахау. На початку 1942 року Євстахій Загачевський звільнився з ув'язнення з умовою служби на фронті як «штрафник» у Першій мотопіхотній бригаді СС. Після поранення переведений до дивізії «Мертва Голова». Брав участь у боях на східному фронті, зокрема в Білорусі та в Україні. Був тричі поранений. У 1944—1945 рр. — вояк гренадерської дивізії «Галичина». До дивізії був переведений за власним бажанням, де після відповідного вишколу отримав підстаршинський ступінь старшого десятника. З дивізією пройшов через Словаччину і Словенію до Австрії.

### Повоєнні роки
По закінченні війни відбув три роки англійського полону. Перебував у таборі в Ріміні, Італія. Брав участь у табірних змаганнях з боксу і шахів, співпрацював з літературно-мистецьким клюбом. У 1949 р. був звільнений. Після звільнення в Англії одружився з Марією Коломиєць. Їхній син Ігор став полковником армії США. У 1950 р. прибув до міста Рочестер, США, працював в українських аматорських театрах, готував декорації. У Рочестері організував історико-мистецький архів. Також працював як графік, зокрема оформляв видання Братства колишніх вояків 1-ї дивізії УНА, власні твори, створив серію шаржів на дивізійну тематику. Помер 17 вересня 1998 року у Рочестері.

## Нагороди
- Воєнний хрест УНР (21 березня 1978)[3]

## Творчість
Автор повісті «Львівська братія» (1961), книг «Спогади фронтовика» (1952), «Белярія-Ріміні-Англія» (1968), «Її регіт не лякав» (1975). Окремі видання:
- Загачевський Є. Спогади фронтовика: одісея сірого «коляборанта» — Мюнхен, 1952. — 239 с.
- Загачевський Є. Львівська братія. Повість пережитого. — Торонто: Видання братства кол. вояків 1-ї Української дивізії УНА, 1962. — 200 с.
- Загачевський Є. Спогади фронтовика: одисея сірого «коляборанта» - Тернопіль, Видавництво «Мандрівець». - 256 с.
- Загачевський Є. Закохані в життя, одружені на смерті. — Київ, Видавництво «Пропала грамота» 2019. — 464 с.